# Clovia quadrangularis
Clovia quadrangularis är en insektsart som beskrevs av Metcalf och James Heathman Horton 1934. Clovia quadrangularis ingår i släktet Clovia och familjen spottstritar. Inga underarter finns listade i Catalogue of Life.